# Issole (Var)
Die Issole ist ein Fluss im südfranzösischen Département Var. Die Quelle der Issole liegt im Regionalen Naturpark Sainte-Baume, im Gemeindegebiet von Mazaugues, westlich von La Roquebrussanne. Der Fluss verläuft allgemein ostwärts durch eine anfänglich breite, bald schmälere Ebene, bis er sich bei Besse-sur-Issole in nordöstliche Richtung wendet. Nördlich von Cabasse mündet er nach rund 46 Kilometern schließlich in den Caramy, der hier zum Lac de Carcès aufgestaut ist.
Die Bezeichnung des Flusses ist Teil des Namens folgender Gemeinden:
- Besse-sur-Issole
- Flassans-sur-Issole
- Sainte-Anastasie-sur-Issole